# Lammi
Lammi este o fostă comună din Finlanda.